# Hemioplisis arnataria
Hemioplisis arnataria är en fjärilsart som beskrevs av Walker 1860. Hemioplisis arnataria ingår i släktet Hemioplisis och familjen mätare. Inga underarter finns listade i Catalogue of Life.